# いつか君はそいつと別れるに決まってる
「いつか君はそいつと別れるに決まってる」（いつかきみはそいつとわかれるにきまってる）は、佐香智久の楽曲で、通算11枚目のシングル。2016年8月10日にSME Recordsから発売された。

## 概要
前作「ゲッタバンバン」から約1年4か月ぶりのリリースとなる2016年1作目のシングル。

## 収録曲
- 全作詞・作曲：佐香智久

1. いつか君はそいつと別れるに決まってる
2. 人生迷路
3. 君のことなんて好きにならなきゃよかった
4. いつか君はそいつと別れるに決まってる - Off Vocal -